# 朗加内斯比格兹
朗加内斯比格兹是冰岛东北区的市镇。市镇面积为1,332平方公里，人口数量为592人（2023年）。市镇东北部为朗加半岛。